# Capitulare contra synodum
Das Capitulare contra synodum ist eine nur durch Zitate im Antwortschreiben Papst Hadrians I. (MGH Epistolae, Bd. 5, S. 5–57) überlieferte kritische Stellungnahme Karls des Großen zu den die Frage der Bilderverehrung betreffenden Beschlüssen der Synode von Nicäa aus dem Jahr 787, die aufgrund ungenauer und fehlerhafter Übersetzung (Unterschied zwischen Anbetung und Verehrung) im Frankenreich zu Irritationen geführt hatten. Es war der fälschliche Eindruck entstanden, dass die Christenheit zu einer Anbetung von Bildern verpflichtet worden sei. Durch die Zusammenstellung anstößiger Passagen aus den Synodalakten, die dem Papst im Auftrage Karls des Großen durch Angilbert 792 überbracht wurden, hoffte man, diesen zu einer Verurteilung der Beschlüsse veranlassen zu können. Da er die Beschlüsse der Synode jedoch im Wesentlichen verteidigte, wurde der ausführlichen Widerlegung, die die Libri Carolini liefern sollten, der Boden entzogen. Auf der Synode von Frankfurt 794 spielte das Thema, das offenbar zunächst nicht einmal auf die Tagesordnung gesetzt worden war, daher nur eine untergeordnete Rolle.